# 烏格連島

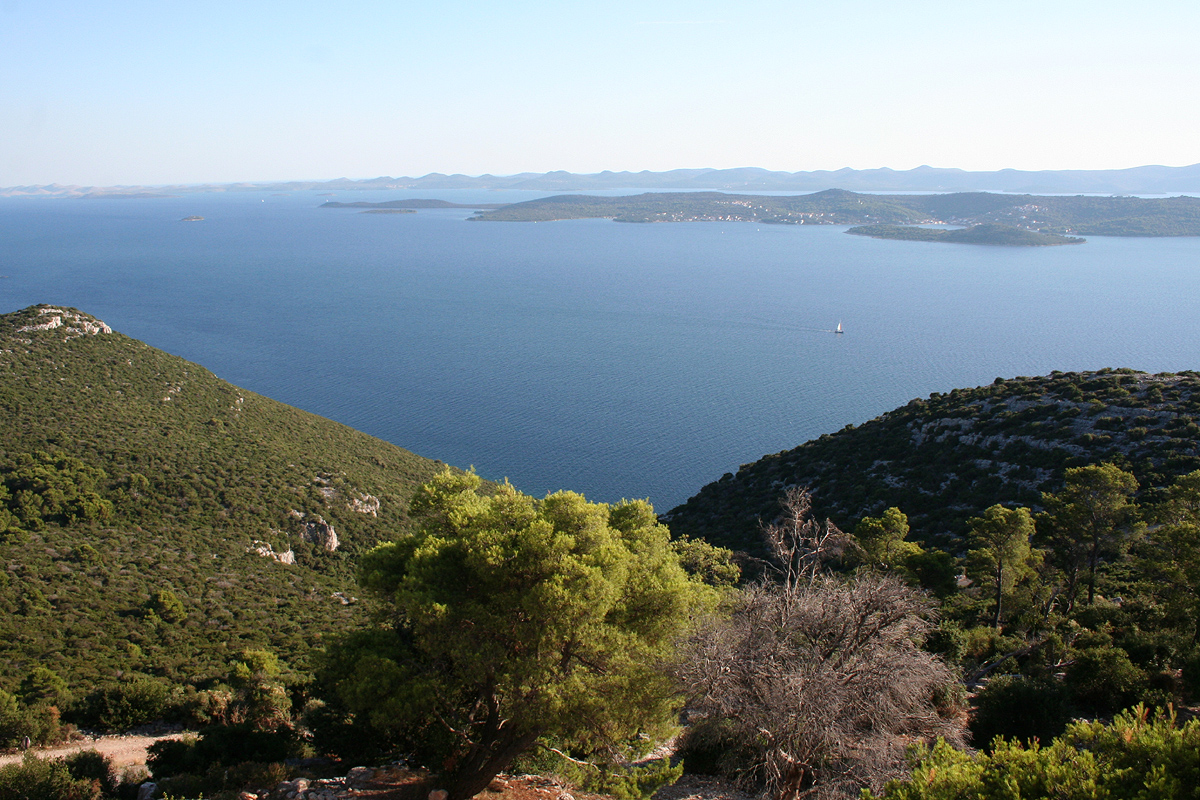

烏格連島是克羅地亞的島嶼，位於亚得里亚海中，帕什曼岛的西北部，里瓦尼岛和塞斯特鲁尼岛的东南部。该岛与帕什曼岛之间通过日德雷拉茨大桥连接。由扎達爾縣負責管轄，長22公里、寬3.8公里，面積50.21平方公里，海拔線長度78.745公里，最高點海拔高度288米，2011年人口6,049。

## 外部連結
- Croatian National Tourist Board
- The Island of Ugljan （页面存档备份，存于）
- Kukljica （页面存档备份，存于）
- Preko (Croatian) （页面存档备份，存于）

44°05′N 15°10′E / 44.083°N 15.167°E